# China, IL
China, IL, noto anche come China, Illinois, è una sitcom animata statunitense del 2011, creata da Brad Neely. 
La serie si svolge presso l'università di China, situata ai margini della città dell'Illinois. In particolare vede protagonisti i fratelli Frank e Steve Smith, due insegnanti della scuola che si imbattono in circostanze esilaranti assieme ai loro amici Pony e Baby Cakes.
La serie è stata originariamente concepita nel 2008 come webserie in quattro parti di Super Deluxe, ex servizio in streaming di Turner Broadcasting, riutilizzando i personaggi dei cortometraggi I Am Baby Cakes e The Professor Brothers creati due anni prima. Il 25 maggio 2008, Adult Swim ha trasmesso uno speciale televisivo intitolato China, IL: The Funeral, che combinava i cortometraggi originali.
La serie è stata trasmessa per la prima volta negli Stati Uniti su Adult Swim dal 2 ottobre 2011 al 5 aprile 2015, per un totale di 30 episodi ripartiti su tre stagioni. In Italia la serie è stata pubblicata su TIMvision dal 14 settembre 2016, rendendo disponibili le prime due stagioni.

## Trama
La serie si svolge presso il "peggior college d'America", che si trova ai margini della città. La scarsa reputazione della scuola è celebrata dal personale e dai docenti non curanti della scuola stessa, che non insegnano mai niente di concreto agli studenti. I protagonisti sono Frank e Steve Smith, due fratelli che si imbattono in circostanze esilaranti in ogni episodio della serie.

## Episodi
| Stagione         | Episodi | Prima TV USA | Pubblicazione Italia |
| ---------------- | ------- | ------------ | -------------------- |
| Prima stagione   | 10      | 2011-2012    | 2016                 |
| Seconda stagione | 10      | 2013         | 2016                 |
| Terza stagione   | 10      | 2015         | inedita              |

## Personaggi e doppiatori

### Personaggi principali
- Frank Smith (stagioni 1-3), voce originale di Brad Neely, italiana di Alberto Bognanni.
Un insegnante di storia presso l'università di China. Frank è, nella maggior parte dei casi, un cercatore di attenzioni. Ciò è dovuto alla rivalità che ha con suo fratello Steve Smith e alla sua reputazione nell'essere considerato non attraente e non alla moda.
- Steve Smith (stagioni 1-3), voce originale di Brad Neely, italiana di Guido Di Naccio.
Un insegnante di storia presso l'università di China, nonché fratello di Frank Smith. Non pensa mai a suo fratello e spesso gli soffia la ragazza di turno.
- Pony Merks (stagioni 1-3), voce originale di Greta Gerwig, italiana di Tatiana Dessi.
L'assistente dei due insegnanti di storia. Non trova alcun risentimento per i genitori, particolarmente con sua madre, affermando che si rifiuta di seguire i consigli della madre, così come convertirsi al cristianesimo e all'astenersi all'alcool. Dopo la scuola superiore ha sposato un tale, Johnny Merks, anche se è morto poco dopo la cerimonia. Sentimentalmente non è stata mai molto fortunati con i ragazzi.
- Mark "Baby" Cakes (stagioni 1-3), voce originale di Brad Neely, italiana di Sacha De Toni.
Il figlio infantile di Leonard Cakes. Ha una laurea ed è visto spesso con Frank, Steve e Pony.
- Il Preside (in originale: The Dean) (stagioni 1-3), voce originale di Hulk Hogan, italiana di Roberto Draghetti.
Il capo senza nome dell'Università di China.

### Personaggi di supporto
- Dott. Jack Falgot (stagioni 1-3), voce originale di Gary Anthony Williams, italiana di Alberto Angrisano.
Un Medico e allenatore di wrestling che gestisce il centro di salute al campus di China.
- Sammy Davis (stagioni 1-3), voce originale di Jason Walden.
Un'anziana insegnante di storia che lavora presso l'università.
- Leonard Cakes (stagioni 1-3), voce originale di Jeffrey Tambor, italiana di Andrea Ward.
Il padre di Mark, nonché insegnante di "scienza eccellente".
- Crystal Peppers (stagioni 1-3), voce originale di Chelsea Peretti, italiana di Barbara Pitotti.
Una professoressa di spagnolo, storia e filosofia che compete molto spesso contro Steve Smith.
- Il Sindaco (in originale: Mayor) (stagioni 1-3), voce originale di Tommy Blacha, italiana di Paolo Marchese.
Il sindaco senza nome di China, nemesi de Il Preside.
- Ronald Reagan (stagioni 1-3), voce originale di Dave Coulier, italiana di Ambrogio Colombo.
Il 40º presidente degli Stati Uniti d'America che ha fatto diverse apparizioni nella serie.

### Personaggi ricorrenti
- Golden Bowl (stagioni 1-3), voce originale di Gary Anthony Williams, italiana di Fabrizio Russotto.
Il giornalista dai capelli d'oro delle News di Canale 3 e Canale 8 di China.
- Gang Sang (stagioni 1-3).
Un panda gigante, mascotte dell'università. Spesso lo si vede in giro nel campus.
- Matt Attack (stagioni 2-3), voce originale di Hannibal Buress.
Uno studente dell'università di China. È il miglior quarterback della squadra di football UCI.
- Flip Flop (stagioni 2-3), voce originale di Ryan Flynn.
- Jetta (stagioni 2-3), voce originale di Brooke Hogan.
- Transfer Billy (stagione 3), voce originale di Donald Glover.
Un allievo trasferitosi nella squadra di football UCI.

## Produzione

### Ideazione e sviluppo

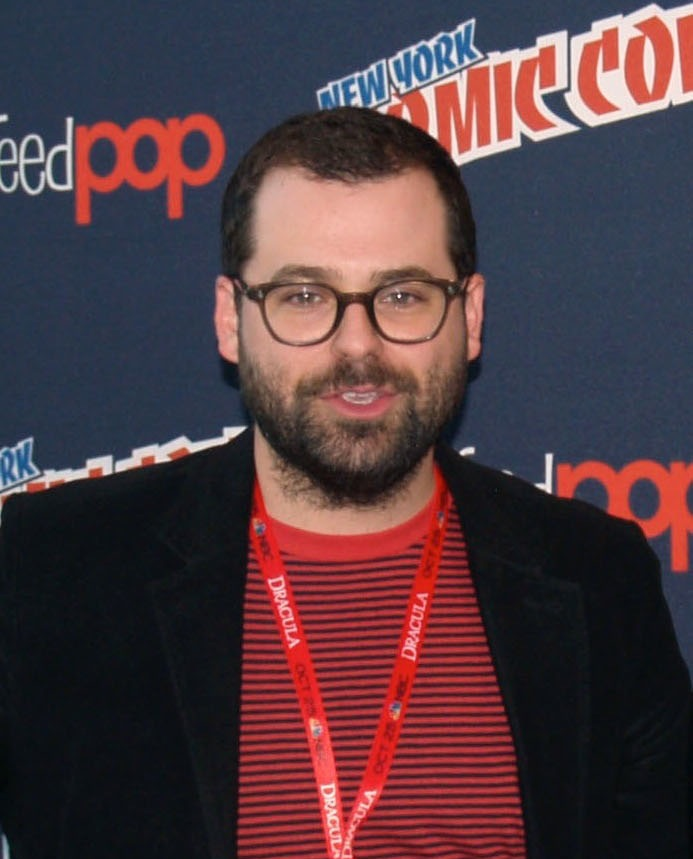
Brad Neely, il creatore della serie.

La serie ha le sue origini nei cortometraggi I Am Baby Cakes e The Professor Brothers di Brad Neely, pubblicati su Super Deluxe nel 2006. Supponendo come potessero interagire insieme i personaggi dei corti, Neely ha deciso di unirli in un unico universo creando una webserie in quattro parti intitolata China, IL che è stata resa disponibile su Super Deluxe dal 2008. La webserie è stata interamente disegnata a mano da Neely nel suo appartamento a Austin, in Texas. Secondo Neely, la webserie è indipendente da China, IL a causa delle differenze di formato e struttura degli episodi. Il produttore esecutivo della serie Daniel Weidenfeld ha rivelato in un'intervista con HuffPost che prima di sapere che Super Deluxe sarebbe diventato l'attuale Adult Swim Video, ha parlato con l'ex vicepresidente esecutivo di Adult Swim, Mike Lazzo, sulla messa in onda di uno speciale televisivo basato sulla webserie. Lo speciale, intitolato China, IL: The Funeral, è stato trasmesso il 25 maggio 2008 e combina tutte e quattro le parti della webserie rinnovandone la grafica. Sebbene sia rimasto stupito dal risultato, Weidenfeld ha rivelato che probabilmente non avrebbero creato una serie vera e propria. Poco prima che Super Deluxe cessasse le operazioni, Weidenfeld si è trasferito a Los Angeles mentre Neely ha iniziato a lavorare come consulente per la serie animata South Park.. Nello stesso anno, Neely ha accordato con Adult Swim un altro script basato su China, IL. Daniel e suo fratello Nick Weidenfeld, che hanno supervisionato i lavori di Neely, lo hanno incoraggiato a utilizzare i personaggi dei corti e insieme hanno prodotto un episodio pilota per il network. L'episodio non è mai stato trasmesso e secondo Neely "nessuno lo vedrà mai". Neely ha rivelato che la serie è nata dalla mancanza di esperienze universitarie e che parodia la cultura popolare in generale. Inoltre ha affermato che diversi aspetti della serie sono ispirati alla sua educazione in Arkansas. 

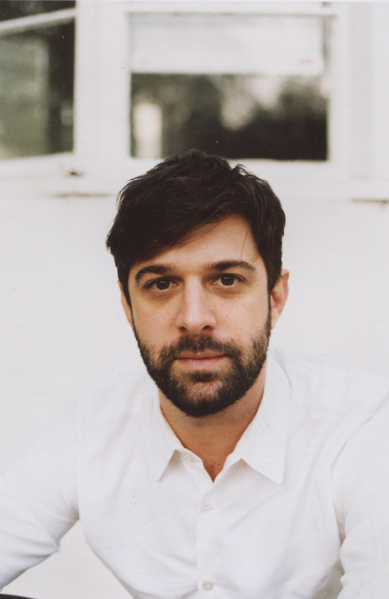
Il produttore Nick Weidenfeld ha aiutato suo fratello Daniel alla produzione dell'episodio pilota

La seconda stagione ha raddoppiato la durata degli episodi a 22 minuti, in conformità all'espansione e alle nuove politiche del network. Daniel Weidenfeld ha considerato essenzialmente la prima stagione come una serie di 10 mini-episodi pilota che convergono in una serie più grande. Ha affermato inoltre che il network ha voluto aumentare il tempo di esecuzione poiché "si adattava perfettamente" con tutti gli elementi di China, IL. Sono stati sviluppati un totale di 300 personaggi, inseriti durante il corso della serie.

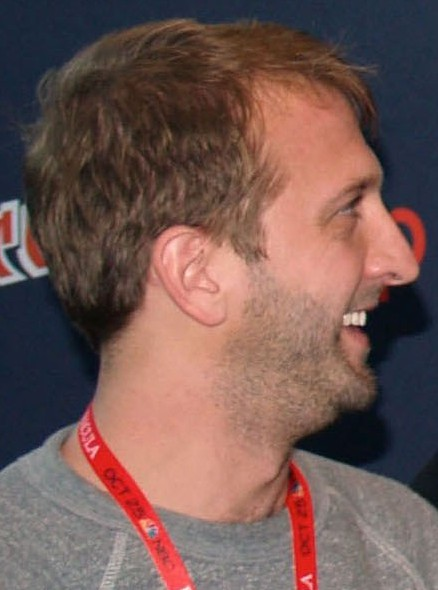
Daniel Weidenfeld, produttore esecutivo della serie.

Durante la sceneggiatura della prima stagione, Vernon Chatman, consulente alla produzione della serie, ha aiutato a definire e a "pesare" gli script che Neely stava scrivendo. Neely ha affermato che ogni episodio della prima stagione è contraddistinto da un genere differente.. Nella seconda stagione, gli episodi impiegano da sei a otto scrittori per episodio. Nella loro stanza di scrittura, il cast discute una sinossi episodica e crea una trama dettagliata di circa 22 pagine che viene poi inviata a Adult Swim. Dopo l'approvazione del network, le pagine vengono convertite in script e rinviati a Adult Swim. Neely ha successivamente affermato che durante la produzione della seconda stagione, stavano lavorando contemporaneamente a sei o sette episodi, tutti in varie fasi di completamento.

### Cast
Brad Neely fornisce le voci di Steve Smith, Frank Smith e Mark "Baby" Cakes. In un'intervista, Weidenfeld ha affermato che Neely "fa il lavoro pesante per quanto riguardano le voci... in ogni episodio, lui è probabilmente almeno il 40% delle linee... questo consente alla produzione di funzionare più facilmente, piuttosto che aspettare il programma da seguire di qualcun altro, andiamo alla porta accanto e lo facciamo". Durante la produzione, Neely registra le linee temporali forniti successivamente agli altri attori per accelerare lo sviluppo degli episodi. Durante il voice over, il cast lavora due o tre ore sul dialogo di un determinato personaggio, seguito da un incontro dove si discute degli storyboard, dei giornalieri e del primo montaggio e infine Neely dirige gli altri membri del cast. 
Greta Gerwig presta la voce a Pony Merks, mentre Hulk Hogan interpreta il Preside. Neely ha affermato che erano entusiasti quando ha fatto vedere i primi script. Jackie Buscarino, Jason Alexander e Brooke Hogan prestano la voce a vari personaggi della serie. Secondo Brooke, è stata coinvolta nella serie su raccomandazione di suo padre Hulk Hogan. Tommy Blacha interpreta Il Sindaco, Dave Coulier interpreta Ronald Reagan, Chelsea Peretti presta la voce a Crystal Peppers e personaggi secondari, Jeffrey Tambor presta la voce a Leonard Cakes, Jason Walden interpreta Sammy Davis e Gary Anthony Williams interpreta Dott. Jack Falgot.

## Distribuzione

### Trasmissione internazionale
La serie è stata trasmessa in varie parti del mondo, di seguito alcune delle date di debutto internazionali:
- 2 ottobre 2011 negli Stati Uniti d'America su Adult Swim;[21]
- 1º febbraio 2016 in Germania su TNT Serie;[22]
- 14 settembre 2016 in Italia su TIMvision;[5]
- 17 ottobre 2016 in Russia su 2x2;
- 5 aprile 2017 in Germania in chiaro su DMAX;[22]

## Accoglienza

### Ascolti
Il debutto della serie, trasmesso il 6 ottobre 2011, è stato visto da 888.000 telespettatori. Secondo Turner Broadcasting System, ciò ha portato a un aumento di 177.000 telespettatori (il 9% in più nella sua fascia oraria) tra gli uomini di età compresa tra 18 e 24 anni. Un altro comunicato stampa pubblicato da Turner riportava che la seconda stagione ha visto un aumento percentuale a due cifre dei telespettatori rispetto alla prima. La première della seconda stagione è stata vista da 1.285.000 telespettatori. Anche la terza stagione ha avuto un incremento dei telespettatori, registrandone 1.522.000 al debutto.

### Critica
La serie ha ricevuto un'accoglienza critica positiva; nel recensire la première della serie, Phil Dyess-Nugent di The A.V. Club ha affermato che "il talento di Neely è ancora più evidente negli strani colpi di scena della sua immaginazione e negli strani sprazzi di surrealismo verbale". Ha aggiunto che "l'aspetto della cosa è solo il sistema di consegna, sebbene ci siano alcune immagini sorprendenti e persino parti sorprendenti occasionali di recitazione". Ha descritto l'animazione come "abbastanza a buon mercato"; tuttavia, ha affermato che lo "stile morbido e color pastello che attenua l'odiosità di alcune battute senza andare oltre i limiti [...] sono in contrasto con lo stile dei programmi di Adult Swim". Jason Zinoman del New York Times ha definito la serie "allegramente squilibrata", affermando che la scrittura della serie "minaccia, ma non si ribalta mai del tutto attraverso l'intelligenza sovrascritta di tante commedie televisive degli ultimi tempi". Ha confrontato lo stile artistico della serie con South Park, definendolo "più realistico [...] ma non di molto".
Charles Webb di MTV Geek ha riassunto la prima stagione come "uno dei programmi più divertenti e folli a fare il suo debutto nella lineup di Adult Swim di quest'anno". Ha paragonato la serie a Superjail! in termini di raggiungimento del "punto giusto di caos animato [...] mentre rimbalza allegramente insieme alla sua facoltà ubriaca, sessuale, pigra, dispettosa e perdente, il tutto alle dipendenze di un preside doppiato da Hulk Hogan". Bradford Evans di Splitsider ha elencato la serie come una delle migliori serie televisive comiche presentate in anteprima nelle stagioni televisive 2011-2012. Ha riassunto la prima stagione come una "serie animata di 11 minuti dal ritmo frenetico... degna di essere recuperata" e l'ha elogiata per aver mantenuto "la sensibilità [di Neely], rendendolo una sensazione di Internet". Terri Schwartz di Zap2it, oltre a intervistare Neely e Daniel Weidenfeld presso lo studio di animazione Titmouse, ha dato una recensione positiva alla seconda stagione. Ha affermato che "gli telespettatori che non hanno visto la prima stagione di China, IL possono saltare alla seconda senza sentirsi come se si fossero persi qualcosa di importante".